# كارين غوستافو روتشا
كارين غوستافو روتشا (بالبرتغالية: Karen Rocha‏) (4 مارس 1984 بساو باولو في البرازيل - ) هي لاعبة كرة سلة برازيلية في مركز مدافع مسدد الهدف، شاركت في الألعاب الأولمبية الصيفية 2008.

## وصلات خارجية
- كارين غوستافو روتشا على موقع الاتحاد الدولي لكرة السلة (الإنجليزية)
- كارين غوستافو روتشا على موقع كرة السلة الأوروبية.كوم (الإنجليزية)
- كارين غوستافو روتشا على موقع بروبوليرز (الإنجليزية)
- كارين غوستافو روتشا على موقع سبورتس رفرنس (الإنجليزية)
- كارين غوستافو روتشا على موقع أوليمبيديا (الإنجليزية)